# Osnovna muzička škola „Josip Slavenski” Novi Sad
Osnovna muzička škola „Josip Slavenski” u Novom Sadu osnovana je 1959. Škola ima 5 stručnih veća, (za klavir, gudačke instrumente, duvačke instrumente, stručno veće za harmoniku, i stručno veće za teorijske predmete). OMŠ „Josip Slavenski” se od 1990. godine nalazi u Radničkoj ulici 19-a.

## O školi
Školu pohađa 530 učenika, a predaje 49 profesora. Ima razvijenu saradnju sa muzičkim institucijama, predškolskim i osnovnim školama u Novom Sadu.

## Spoljašnje veze
- Zvanični sajt
- YouTube kanal